# Romerskt medborgarskap

Bilden visar en man i toga. Vi vet att han var en romersk medborgare, då enbart romerska medborgare hade rätt att bära toga.

Romerskt medborgarskap  var en serie rättigheter och skyldigheter som tillföll vissa personer i romarriket.  Man behövde inte bo i Rom för att bli romersk medborgare, men det underlättade. Medborgarskapet hade dels en geografisk dimension, dels en individuell. Befolkning i erövrade områden kunde på så sätt ibland bli romerska medborgare. Det fanns också olika grader av medborgarskap, och rätten att dela ut medborgarskap användes aktivt av romarriket för att romanisera och söndra och härska bland de erövrade folken. 

## Medborgarskap gav rättigheter
Ett stort antal rättigheter var knutna till de olika graderna av romerskt medborgarskap. Nedan listas några centrala rättigheter.
- Jus suffragiorum: rösträtt i romerska församlingar.
- Jus honorum: Rätten att inneha vissa ämbeten.
- Jus commercii: Rätten att ingå avtal och äganderätt.
- Jus gentium: en samling lagar som reglerade romarrikets förhållande till icke-romare.
- Jus connubii: Rätten att ingå romerskt äktenskap och därmed inkluderas till den romerska familjerätten.
- Jus migrationis: Rätten att behålla samma medborgar-status vid flytt till vissa andra städer och kolonier.
- Rätten att slippa vissa (lokala) skatter och regleringar.
- Rätten att stämma i domstol.
- Rätten till rättegång.
- Rätten att överklaga vissa beslut.
- Rätten att inte bli torterad, piskad eller dömd till döden, förutom för förräderi, och även då fick man inte korsfästas.

Ett illustration av betydelsen av dessa rättigheter och hur de var kopplade till olika typer av medborgarskap ges vid en jämförelse av hur apostlarna Petrus och Paulus bestraffades av romarriket för samma brott. Paulus var romersk medborgare. Han hade rätt till rättegång i Rom. Trots att han blev dömd till döden kunde han inte korsfästas, och blev alltså halshuggen. Petrus var inte romersk medborgare. Han piskades och korsfästes sedan.

## Få fick romerskt medborgarskap
Fullvärdiga romerska medborgare kallades cives romani. Ibland används ordet "romare" för att benämna romerska medborgare. Det fanns två typer av cives romani; 
- non optimo jure hade rättigheterna jus commercii (äganderätt) och jus connubii (rätt att gifta sig, dvs omfattas av romersk familjerätt)
- optimo jure hade rättigheterna jus commercii (äganderätt), jus connubii (rätt att gifta sig), jus suffragiorum (rösträtt) och jus honorum (rätt att inneha speciella ämbeten)

Medborgarskapet tillföll inte kvinnor. Kvinnors rättigheter varierade över tid, men de hade aldrig rätt att bli medborgare. Precis som män var de underställda sin pater familias. Slavar betraktades som egendom och hade därmed mycket begränsade rättigheter. Om den manlige slaven däremot frigavs blev han medborgare, men med något begränsade rättigheter. Detta medborgarskap var också ärftligt: sönerna blev automatiskt fullvärdiga romerska medborgare.
För den delen av befolkningen som inte var kvinnor eller slavar, gällde att man kunde födas in i medborgarskapet. Hade man tjänstgjort som auxilia hade man rätt till medborgarskap, vilket också gick i arv till sönerna. Några få blev belönade med romerskt medborgarskap för extraordinära insatser, ytterligare några få lyckades köpa sig medborgarskap.
Med andra ord var det många som aldrig blev romerska medborgare. När romarriket växte utöver ager romanus växte också antalet människor som inte hade rätt till romerskt medborgarskap. Man skapade då ett system med mer eller mindre fullvärdiga medborgarskap som vilade på geografisk grund.
Latinska rättigheter, ius latii fick exempelvis de som bodde på vissa orter. Benämningen kommer sig av att de första som fick latinska rättigheter var de folk i latinska förbundet som stridit mot Rom i latinska kriget. De hade rättigheterna jus commercii och ius migrationis, men inte jus connubii.
En annan grupp folk och städer var socii, även kallade foederati, eller på svenska bundsförvanter. Det var befolkningen i de områden som var allierade med Rom. Dessa områden hade blivit allierade med Rom efter att ha stridit (och förlorat) mot dem. Deras viktigaste skyldighet var att kunna ställa upp med trupp om Rom så begärde och Rom dikterade deras förhållanden till andra folk, även grannfolk. I övrigt lämnade Rom dem stor kulturell och administrativ autonomi. De hade få rättigheter, och bland de rättigheter de saknade var rätten att äga land. I och med Bundsförvantskriget 91 - 88 f.Kr. och lex Julia som stiftades efter kriget blev samtliga fria män på apenninska halvön upp till floden Po cives romani.
Provinciales var de människor som kontrollerades av Rom men som hade än svagare rättigheter än socii. Deras enda rättighet var jus gentium. Icke-medborgare kallades peregrinus. 
I Roms söndra och härska-princip, liksom i deras romaniseringstaktik, ingick att olika städer och folkslag fick olika grader av medborgarskap. Vissa städer fick status som municipium och dessa var som regel civitas sine suffragio, det vill säga saknade rösträtt.
Det fanns vidare olika typer av kolonier vars invånare hade olika medborgerliga status: 
- invånarna i en coloniae civium Romanorum hade romerskt medborgarskap och var befriade från militärtjänst, eftersom det låg i själva placeringen av kolonin att försvara sig mot andra folk.[4]
- invånarna i en coloniae Latinae hade ius Latinum, vilket innebar att de hade äganderätt, commercium, rätten att bosätta sig i Rom och att under speciella omständigheter bli romerskas medborgare. Dessa kolonier låg oftast i områden där det bodde socii[4]

## Rätten till medborgarskap ledde till konflikter och förändrades över tid
Systemet för vem som hade rätt att bli romersk medborgare var komplicerat och förändrades över tid. Under den period (396 f.Kr. - 270 f.Kr. som Rom erövrade den apenninska halvön var det få som fick romerskt medborgarskap. Vid tiden för det andra puniska kriget hade romarriket redan länge delat ut rätten till medborgarskap till områden på apenninska halvön - antingen med eller utan rösträtt (sine suffrāgio).
Under tvåhundratalet f.Kr. försökte romarriket sluta utöka rätten till medborgarskap. Enskilda politiker och grupper försökte få rom att ompröva sin politik. Tre sådana försök att få utöka rätten till medborgarskap gjordes av Fulvius Flaccus (125 f.Kr.) Gaius Sempronius Gracchus (122 f.Kr.) och Livius Drusus (91 f.Kr.) som indirekt utlöste bundsförvantskriget.
En av de bidragande orsakerna till att bundsförvantskriget började - och slutade - var alltså att bundsförvanterna som socii hade enbart begränsat romerskt medborgarskap. I och med lex pompeia fick alla fria män från Messina-sundet till floden Po romerskt medborgarskap. Efter år 212 fick alla fria män i hela romarriket romerskt medborgarskap.
Av flera anledningar fortsatte spridningen av romerska medborgarskap. 
- de områden utanför apenninska halvön som tidigare hade begränsat romerskt medborgarskap kom så småningom att få fullt medborgarskap, en praxis som kommit till stånd efter bundsförvantskriget.
- auxilia och deras familjer fick romerskt medborgarskap efter avslutad tjänst
- legionärer (som egentligen måste vara romerska medborgare) spred indirekt det romerska medborgarskapet
- I östra delen av riket gavs romerskt medborgarskap åt individer i eliten.[5]

## Medborgarskap som ett romaniseringsredskap
Romarna använde också (löftet om) medborgarskapet som ett redskap att kontrollera andra folk. Kolonier och socii fick ett begränsat medborgarskap som sedan kunde bli utökat. Latinska rättigheter var en av dessa begränsade former av medborgarskap. Detta sätt att använda sig av rätten till medborgarskap var ett effektivt sätt att söndra och härska. Det var också en viktig politisk innovation som främjade romaniseringen av de erövrade områdena. En ny status gavs ofta efter ett krig där ett folk varit inblandat. De bakomliggande idén var att assimilera folket och att vända en besegrad och potentiellt rebellisk fiende till en allierad eller en romersk medborgare.